# Rosario Green
María del Rosario Gloria Green Macías (* 31. März 1941 in Mexiko-Stadt; † 25. November 2017 ebenda) war eine mexikanische Politikerin.

## Leben
Rosario Green studierte Wirtschaftswissenschaften und Internationale Angelegenheiten und war ab 1968 am Colegio de Mexico tätig. Ab 1982 arbeitete sie für die Weltbank, ab 1986 war sie Direktorin der Kommission für die Zukunft der mexikanisch-amerikanischen Beziehungen. Von November 1989 bis 1990 vertrat sie ihr Land als Botschafterin in der DDR. Am 14. November 1989 wurde sie vom Vorsitzenden des Staatsrates der DDR, Egon Krenz, zur Entgegennahme des Beglaubigungsschreibens empfangen. Ab 1990 war sie Exekutivdirektorin der UN-Menschenrechtskommission, ab April 1992 Staatssekretärin im Auswärtigen Amt und von 1998 bis 2000 Außenministerin. 
Ab 2005 war sie Generalsekretärin der Partido Revolucionario Institucional. 2006 wurde sie in den Senat gewählt.